# Simo Paavilainen
Käpy Paavilainen (né le 14 juin 1944 à Vaasa) est un architecte finlandais.

## Biographie
En  1977, Il fonde un cabinet d'architecte avec son épouse Käpy Paavilainen. 
Leurs ouvrages les plus connus dont entre-autres l'église d'Olari, l'Ambassade de Finlande à Tallinn et l'Université de Vaasa.
En 1998, il est nommé professeur d’architecture et sera directeur de département d'architecture de Université technologique d'Helsinki de 2004 à 2009.

## Ouvrages
Les ouvrages principaux du cabinet sont:
- Église Mikael, Helsinki, 1988
- Église d'Olari et centre paroissial, Espoo, 1976–1981
- Centre paroissial, Paimio, 1980–1984
- École maternelle Toppelund, Espoo, 1991
- Église de Pirkkala, Pirkkala, 1994
- Ambassade de Finlande à Tallinn, 1996
- Immeuble de l'organisme de retraite Keva,  rue Unioninkatu, Helsinki, 2005
- Centre paroissial de Vehkalahti, Hamina
- Athena, (rénovation), Helsinki, 2011
- Villa Kisko, Kisko, 2005
- Bibliothèque universitaire Tritonia, Vaasa, 2001
- Centre de santé de Munkkiniemi, Helsinki, 1992
- Immeuble de bureaux, Mansikkala, Imatra, 1990
- Centre commercial, Mansikkala, Imatra, 1990
- Villa Tuomaala, Liminka, 1982
- Musée d'Art Nelimarkka, Alajärvi, 1986

## Prix et récompenses
- Prix national d'architecture, 1991

## Galerie

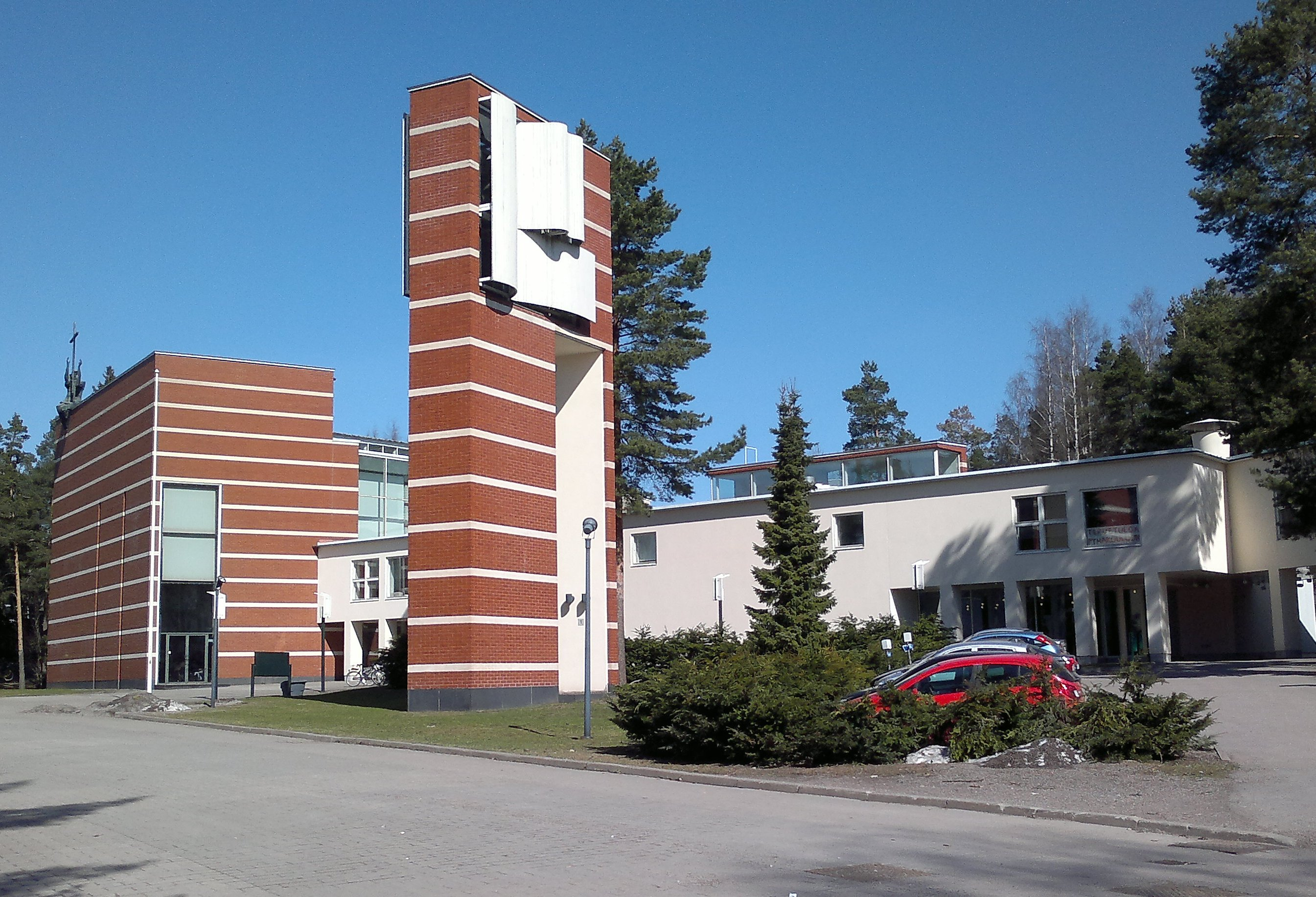
L'église Mikael d’Helsinki.
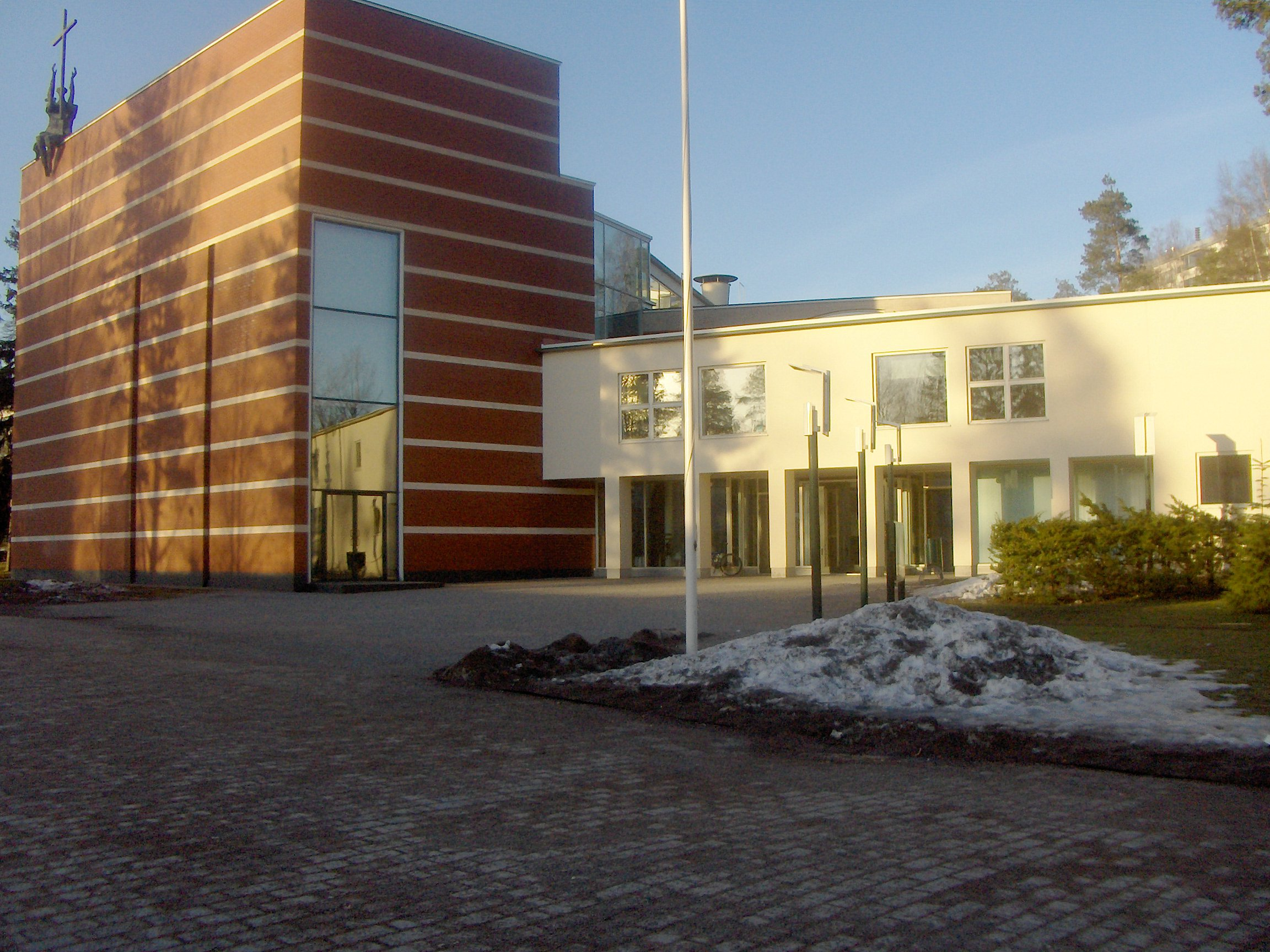
L'église Mikael d’Helsinki.
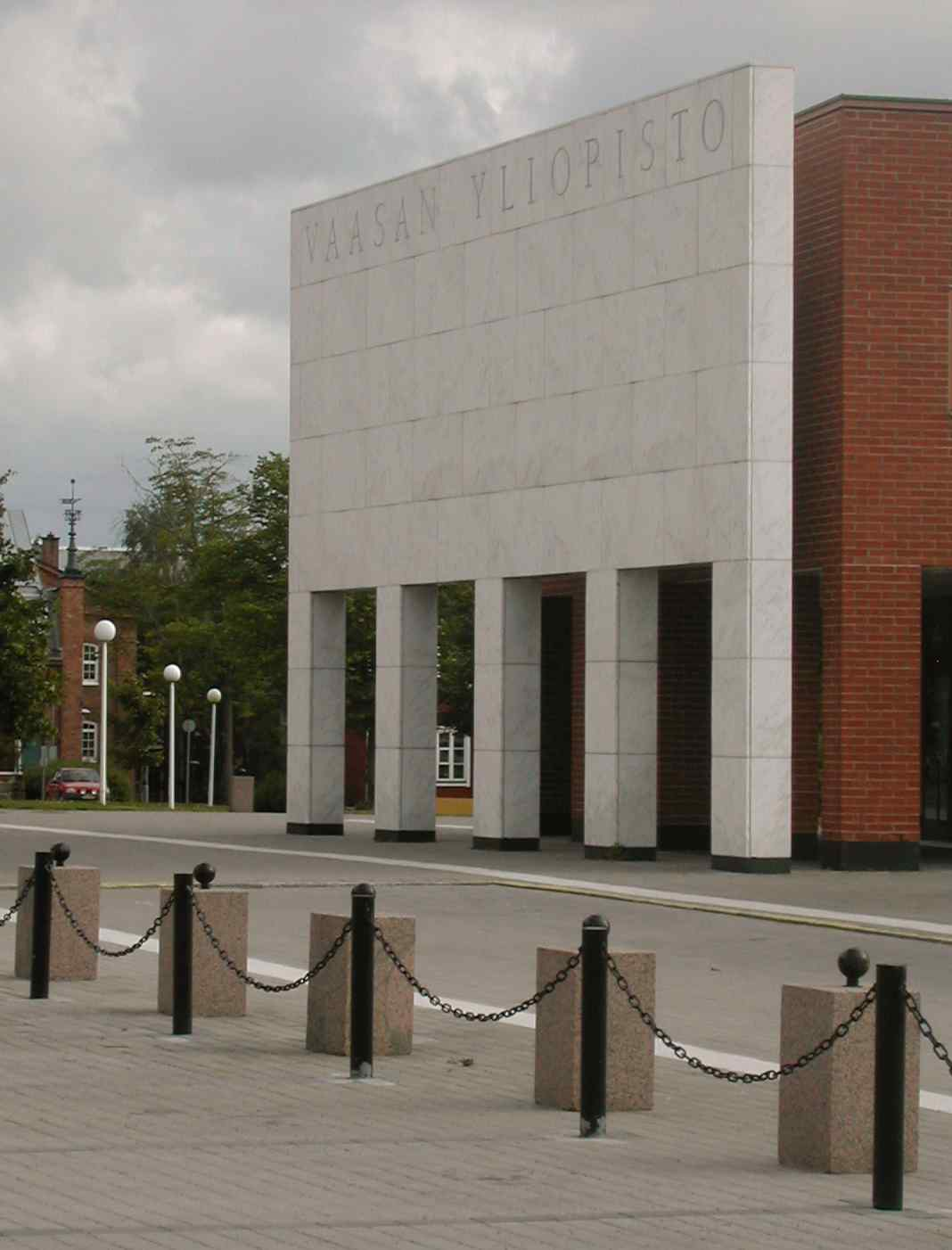
L'Université de Vaasa
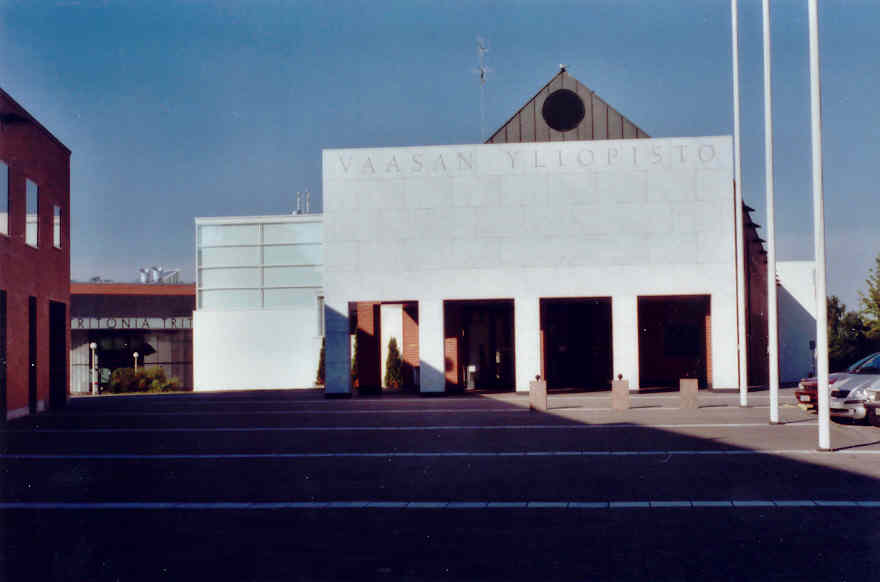
L'Université de Vaasa
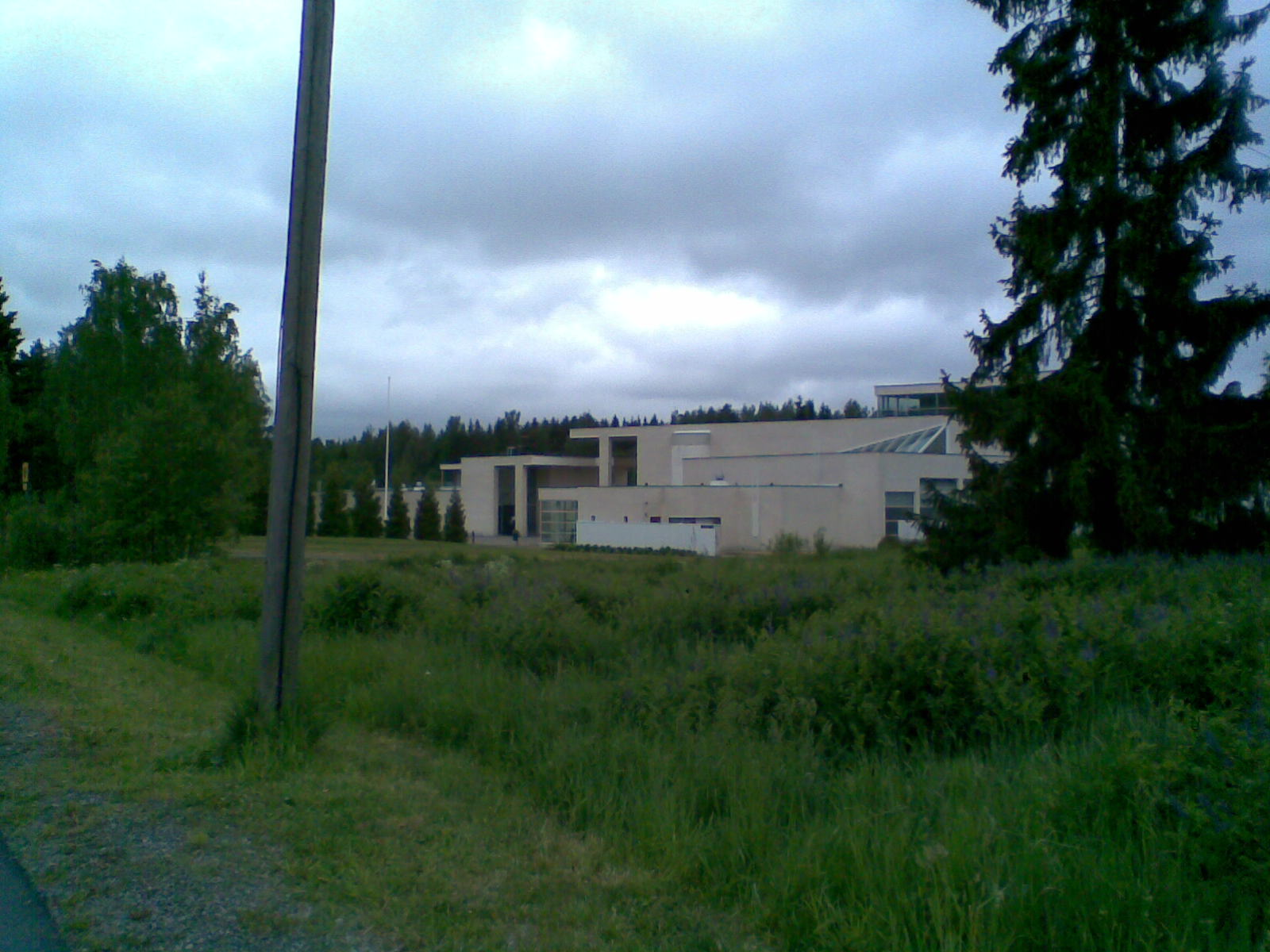
L'église de Pirkkala.
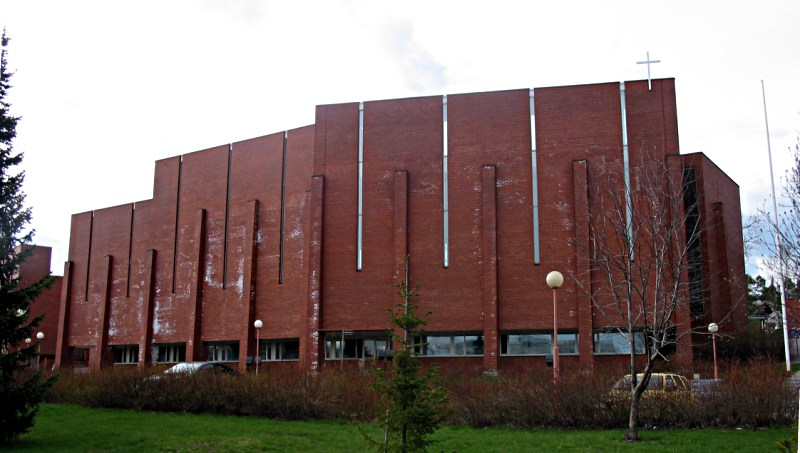
L'église d'Olari.
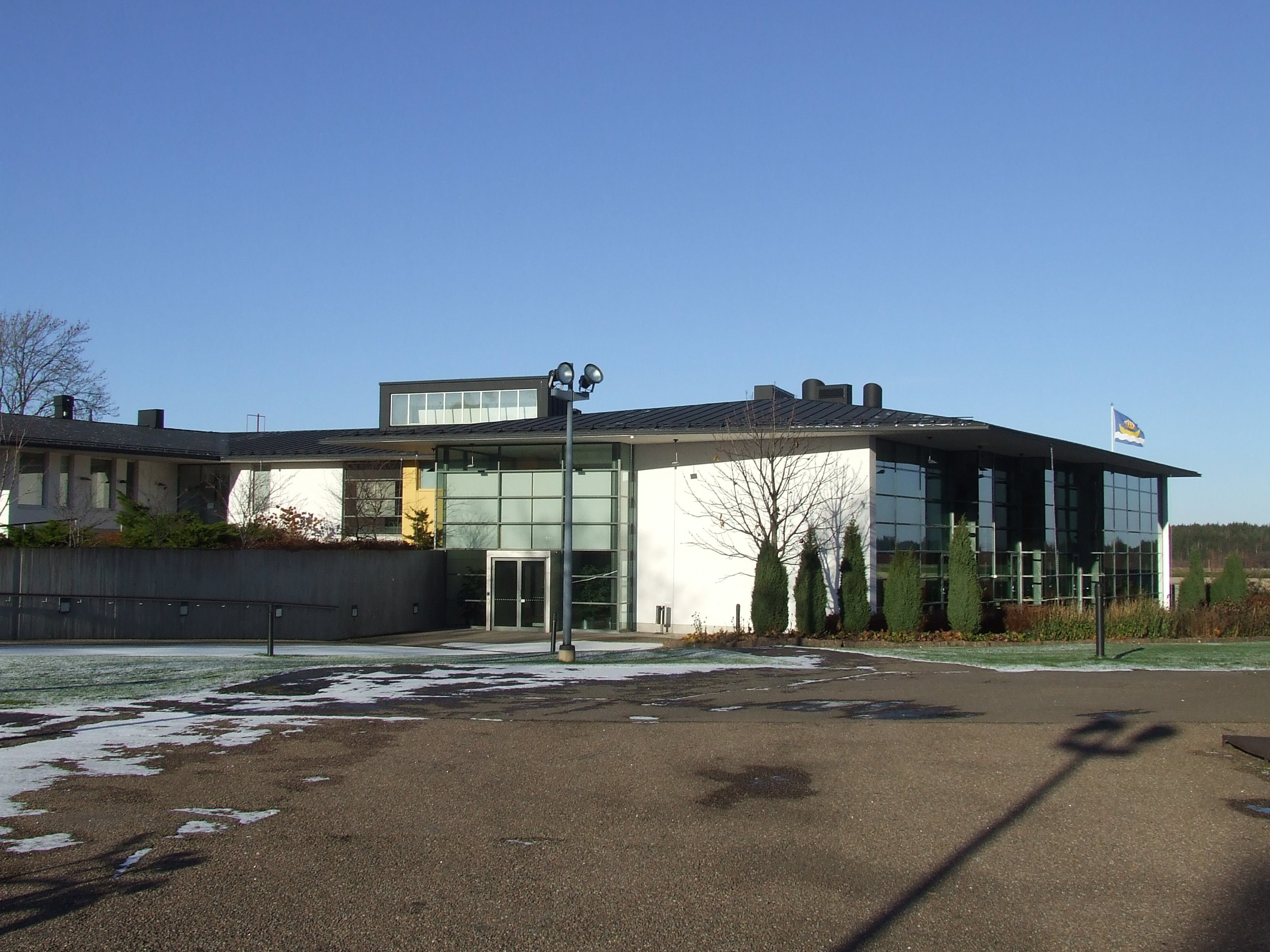
La maison Simeo.